# Dezerter
Dezerter (desertor en polaco), fundado como SS-20 en 1981 en Varsovia, Polonia, es una de las bandas de punk más conocidas de Polonia. Se vieron obligados a cambiar su nombre original a Dezerter por la reacción de las autoridades comunistas, ya que este, tomado de un misil soviético, resultaba demasiado provocador a ojos del gobierno. A pesar de sus controvertidas letras y la constante censura sufrida, decidieron cambiar únicamente su nombre. Para camuflarlo, en ocasiones, cambiaron el modo de escribirlo en numerosas ocasiones a variantes como "De-zerter" o incluso "The Zerter"
Dezerter dieron su primer concierto durante el festival de otoño de Mokotów, en noviembre de 1981. En 1982 realizaron una gira nacional con otros grupos de punk rock polacos como Tzn Xenna y Deuter, y llegaron a participar en el Jarocin Festival. En 1983, Dezerter grabaron un EP con cuatro canciones llamado Ku przyszłości, conocido también como Spytaj milicjanta, que fue editado por el sello Tonpress. Este fue bien acogido por el público, llegando a ser vendidas 50000 copias del mismo.
La aparición en directo más destacable de Dezerter fue la actuación en el Jarocin Festival (Jarocin, 1984), al que se estima, acudieron unas 20000 personas. Este concierto fue grabado y posteriormente se editó parcialmente junto con las cuatro canciones incluidas en su primer EP en el LP Underground out of Poland. Este fue producido por Joey Shithead, vocalista del grupo canadiense D.O.A.. 
Dezerter, sin embargo, apenas es conocido en otros países, quizá por lo reacios que se han mostrado en numerosas ocasiones a cantar en inglés, lo que no ha impedido que actúen en varios países europeos, Japón y Estados Unidos (Nueva York y Chicago, a principios del año 2009, conmemorando el vigésimo aniversario de la caída del muro de Berlín)

## Miembros
- Robert "Robal" Matera – guitarra, voz
- Krzysztof Grabowski – batería
- Jacek Chrzanowski – bajo

### Miembros anteriores
- Dariusz "Stepa" Stepnowski – bajo, voz
- Dariusz "Skandal" Hajn – vocals (hasta 1985)
- Paweł Piotrowski – bajo, voz
- Tony von Kinsky – bajo, voz

## Discografía

### Álbumes de estudio
- Underground Out of Poland (1987)
- Kolaboracja (1987)
- Kolaboracja II - (1989)
- Wszyscy przeciwko wszystkim (1990)
- Blasfemia (1992)
- Ile procent duszy? (1994)
- Deuter (1995)
- Mam kły mam pazury (1996)
- Ziemia jest płaska (1998)
- Legowisko nieznanych wytworów mej wyobraźni" (1998) con Trafika Dżajant
- Decydujące starcie (2001)
- Nielegalny zabójca czasu (2004)
- Punk’s not jazz (2006)
- Prawo do bycia idiotą (2010)
- Większy zjada mniejszego (2014)
- Kłamstwo to nowa prawda (2021)

### Singles
- Ku przyszłości (1983)
- Dezerter (1993)